# Borzęcin (gmina)
Pour les articles homonymes, voir Borzęcin.
Borzęcin est une gmina rurale du powiat de Brzesko, Petite-Pologne, dans le sud de la Pologne. Son siège est le village de Borzęcin, qui se situe environ 14 km au nord-est de Brzesko et 55 km à l'est de la capitale régionale Cracovie.
La gmina couvre une superficie de 102,73 km2 pour une population de 8 373 habitants.

## Géographie
La gmina inclut les villages de Bielcza, Borzęcin, Jagniówka, Łęki, Przyborów et Waryś.
La gmina borde les gminy de Brzesko, Dębno, Radłów, Szczurowa, Wierzchosławice et Wojnicz.